# Rauspund
Rauspund (mitunter auch: Rauhspund oder Spundbretter) sind vorderseitig gehobelte, rückseitig egalisierte und seitlich besäumte (auf der Längsseite gerade geschnittene) Bretter, die seitlich mit Nut und Spund  versehen werden. Sie werden meistens aus Fichte, Tanne oder Kiefer, seltener aus Lärche oder Douglasie hergestellt. 
Verwendung findet Rauspund im Dachausbau, Innenausbau, für einfache Fußböden oder als Konstruktionsholz im Außenbereich (Gartenhäuser etc.).
Es wird nach frischem und getrocknetem Rauspund unterschieden.
Die getrocknete Ware wird vorwiegend in skandinavischen und baltischen Staaten produziert.
Rauspund gilt als Bauholz und darf auch als getrocknete Ware bis zu 20 % Feuchtigkeit sowie Fehlstellen wie Astlöcher und Harzgallen enthalten.
Bei der Verlegung im Innenbereich ist mit dem Schwinden und Werfen des Holzes zu rechnen. Für eine fugenfreie, ebene und gleichmäßige Verlegung sollten Hobeldielen mit einer Feuchte von unter 10 % und stehenden Jahresringen vorgezogen werden, die oft auch eine größere Härte aufweisen.
Rauspundbretter werden meist in den Stärken von 21 und 24 mm sowie einer Breite von 121 mm gehandelt. Früher waren auch 96 mm breite Bretter üblich. Die Breite wird dabei einschließlich der Spundung gemessen. Üblicherweise werden Längen von 2,70 bis 5,40 m in Abstufungen von jeweils 30 cm angeboten.